# Equazione di sine-Gordon
L'equazione di sine-Gordon (o equazione di seno-Gordon) è un'equazione differenziale alle derivate parziali iperbolica non lineare in 1 + 1 dimensioni, che coinvolge l'operatore di d'Alembert e il seno della funzione incognita. È stata originariamente introdotta da Edmond Bour (nel 1862)  nel corso dello studio delle superfici a curvatura negativa costante, come l'equazione di Gauss – Codazzi per le superfici di curvatura −1 in uno spazio di dimensione 3, e riscoperta da Frenkel e Kontorova (nel 1939)  nel loro studio sulla dislocazione dei cristalli noto come modello di Frenkel-Kontorova. Questa equazione ha attirato molta attenzione negli anni '70 a causa della presenza di soluzioni a solitone.

## Origine dell'equazione e del suo nome
Esistono due forme equivalenti dell'equazione di sine-Gordon. Nelle coordinate spazio-temporali (reali), indicate con (x,t), l'equazione ha la forma:
{\displaystyle \,\varphi _{tt}-\varphi _{xx}+\sin \varphi =0,}
dove le derivate parziali sono denotate da pedici. Passando alle coordinate del cono di luce (u,v), simili alle coordinate asintotiche dove
{\displaystyle u={\frac {x+t}{2}},\quad v={\frac {x-t}{2}},}
l'equazione assume la forma:
{\displaystyle \varphi _{uv}=\sin \varphi .\,}
Questa è la forma originale dell'equazione di seno-Gordon, così come è stata considerata nel diciannovesimo secolo nel corso dello studio di superfici di curvatura gaussiana costante K = − 1, chiamata anche superfici pseudosferiche. Scegliendo un sistema di coordinate per tale superficie in cui la griglia di coordinate u = costante, v = costante è data dalle curve asintotiche parametrizzate rispetto alla lunghezza dell'arco, la prima forma fondamentale della superficie in queste coordinate ha una forma particolare:
{\displaystyle ds^{2}=du^{2}+2\cos \varphi \,du\,dv+dv^{2},\,}
dove {\displaystyle \varphi } esprime l'angolo tra le curve asintotiche, e per la seconda forma fondamentale, L = N = 0. Quindi l'equazione di Codazzi – Mainardi, che esprime una condizione di compatibilità tra la prima e la seconda forma fondamentale, risulta nell'equazione seno-Gordon. Lo studio di questa equazione, e delle relative trasformazioni delle superfici pseudosferiche, nel XIX secolo da parte di Bianchi e Bäcklund ha portato alla scoperta delle trasformazioni di Bäcklund . Un'altra trasformazione delle superfici pseudosferiche è la trasformata di Lie introdotta da Sophus Lie nel 1879, che corrisponde alle trasformazioni di Lorentz in termini di coordinate del cono di luce, quindi l'equazione di sine-Gordon è Lorentz-invariante.
Il nome "equazione di sine-Gordon", o in italiano "di seno-Gordon" (ma spesso si usa la forma inglese) è un gioco di parole sulla ben nota, in fisica, equazione di Klein-Gordon :
{\displaystyle \varphi _{tt}-\varphi _{xx}+\varphi \ =0.\,}
L'equazione di seno-Gordon è l'equazione di Eulero-Lagrange del campo la cui densità lagrangiana è data da
{\displaystyle {\mathcal {L}}_{\text{SG}}(\varphi )={\frac {1}{2}}\left(\varphi _{t}^{2}-\varphi _{x}^{2}\right)-1+\cos \varphi .}
Utilizzando l'espansione in serie di Taylor del coseno nella lagrangiana,
{\displaystyle \cos(\varphi )=\sum _{n=0}^{\infty }{\frac {\left(-\varphi ^{2}\right)^{n}}{(2n)!}},}
può essere riscritta come la lagrangiana di Klein-Gordon più termini di ordine superiore
{\displaystyle {\begin{aligned}{\mathcal {L}}_{\text{SG}}(\varphi )&={\frac {1}{2}}\left(\varphi _{t}^{2}-\varphi _{x}^{2}\right)-{\frac {\varphi ^{2}}{2}}+\sum _{n=2}^{\infty }{\frac {\left(-\varphi ^{2}\right)^{n}}{(2n)!}}\\&={\mathcal {L}}_{\text{KG}}(\varphi )+\sum _{n=2}^{\infty }{\frac {\left(-\varphi ^{2}\right)^{n}}{(2n)!}}.\end{aligned}}}

## Modello meccanico e applicazioni
Nel 1970 Scott propose un modello meccanico, che potesse essere descritto dall'equazione di sine-Gordon. L'idea è quella di considerare {\displaystyle N} pendoli appesi ad un nastro elastico di lunghezza {\displaystyle \ell } e costante elastica {\displaystyle \kappa }, tutti con stessa massa {\displaystyle m} e lunghezza {\displaystyle L}, tali da oscillare trasversalmente alla direzione del nastro. Tali pendoli saranno dunque sottoposti a due diverse forze: quella di gravità e quella elastica derivata dalla torsione del nastro, tale per cui il momento torcente sarà dato da ({\displaystyle x} corre lungo il nastro, mentre {\displaystyle \theta } descrive dal deviazione del pendolo dalla verticale):
{\displaystyle T=\kappa {\frac {\Delta \theta }{\Delta x}}},
e si assume anche che la torsione avvertita da un pendolo sia dovuta solo ai primi vicini. L'equazione del moto per il j-esimo pendolo sarà allora:
{\displaystyle mL{\frac {d^{2}\theta }{dt^{2}}}={\frac {\kappa }{L\Delta x}}(\theta _{j+1}+\theta _{j-1}-2\theta _{j})-mg\sin \theta _{j}}
Facendo il limite continuo, assumendo {\displaystyle N\rightarrow \infty }, {\displaystyle \Delta x\rightarrow 0} e {\displaystyle N\Delta x} costante, e sviluppando al secondo ordine in {\displaystyle \Delta x} gli angoli:
{\displaystyle \theta _{j\pm 1}=\theta (x\pm \Delta x)\simeq \theta (x)\pm \Delta x{\frac {d\theta }{dx}}+{\frac {1}{2}}\Delta x^{2}{\frac {d^{2}\theta }{dx^{2}}}},
si trova:
{\displaystyle {\frac {\partial ^{2}\theta }{\partial t^{2}}}={\frac {\kappa \Delta x}{mL^{2}}}{\frac {\partial ^{2}\theta }{\partial x^{2}}}-{\frac {g}{L}}\sin \theta },
che, riarrangiando le costanti fisiche, è proprio l'equazione di sine-Gordon:
{\displaystyle {\frac {\partial ^{2}\theta }{\partial t^{2}}}-c_{0}^{2}{\frac {\partial ^{2}\theta }{\partial x^{2}}}=-\omega _{0}^{2}\sin \theta }.
Tale modello può essere costruito facilmente in laboratorio, permettendo di osservare i comportamenti previsti dalle soluzioni analitiche di tale equazione. In tale modello è proprio la gravità a causare gli effetti non lineari e dispersivi, e quindi anche le soluzioni solitoniche. Si possono individuare altri sistemi fisici descritti da tale modello matematico, come il comportamento di una giunzione Josephon in fisica dei superconduttori, la variazione della direzione di magnetizzazione (sotto forma di onde) in materiali ferromagnetici, la dislocazione in certi cristalli, o la propagazione di impulsi laser in particolari mezzi.

## Soluzioni solitoniche
Una caratteristica interessante dell'equazione di seno-Gordon è l'esistenza di soluzioni a solitoniche e multisolitoniche.

### Soluzioni a 1 solitone
L'equazione seno-Gordon ha le seguenti soluzioni a 1 solitone :
{\displaystyle \varphi _{\text{soliton}}(x,t):=4\arctan \left(e^{m\gamma (x-vt)+\delta }\right)\,}
dove
{\displaystyle \gamma ^{2}={\frac {1}{1-v^{2}}}.}
e si assume la forma leggermente più generale dell'equazione:
{\displaystyle \,\varphi _{tt}-\varphi _{xx}+m^{2}\sin \varphi =0.}
La soluzione a 1 solitone per la quale abbiamo scelto la radice positiva {\displaystyle \gamma } è chiamata kink e rappresenta un avvolgimento nella variabile {\displaystyle \varphi } che porta il sistema da una soluzione {\displaystyle \varphi =0} ad una adiacente con {\displaystyle \varphi =2\pi }. Gli stati {\displaystyle \varphi =0\,({\textrm {mod}}\,2\pi )} sono conosciuti come stati di vuoto in quanto sono soluzioni costanti di energia zero. La soluzione a 1 solitone di cui prendiamo la radice negativa {\displaystyle \gamma } è chiamato antikink. La forma delle soluzioni a 1 solitone può essere ottenuta mediante l'applicazione di una trasformata di Bäcklund alla soluzione banale (vuoto costante) e l'integrazione dei differenziali del primo ordine risultanti:
{\displaystyle {\varphi ^{\prime }}_{u}=\varphi _{u}+2\beta \sin \left({\frac {\varphi ^{\prime }+\varphi }{2}}\right),}
{\displaystyle {\varphi ^{\prime }}_{v}=-\varphi _{v}+{\frac {2}{\beta }}\sin \left({\frac {\varphi ^{\prime }-\varphi }{2}}\right){\text{ with }}\varphi =\varphi _{0}=0}
per tutti i tempi
Le soluzioni a 1 solitone possono essere visualizzate con l'uso del modello a nastro elastico di seno-Gordon, come discusso da Dodd e collaboratori. Qui prendiamo una torsione in senso orario (sinistrorso) del nastro elastico come un kink con carica topologica {\displaystyle \vartheta _{\textrm {K}}=-1} . L'alternativa torsione in senso antiorario (destrorso) con carica topologica {\displaystyle \vartheta _{\textrm {AK}}=+1} sarà un antikink.
|  |  |

### Soluzioni a 2 solitoni
Le soluzioni multisolitoniche possono essere ottenute attraverso l'applicazione continua della trasformata di Bäcklund alla soluzione a 1 solitone, come indicato da un reticolo di Bianchi che mette in relazione i risultati trasformati. Le soluzioni a 2 solitoni dell'equazione di seno-Gordon mostrano alcune delle caratteristiche più note dei solitoni. I kink e/o antikink viaggianti passano l'uno nell'altro come se fossero perfettamente permeabili e l'unico effetto osservato è una variazione di fase. Poiché i solitoni dopo le collisioni recuperano la loro velocità e il loro profilo, questo tipo di interazione viene chiamato collisione elastica.
|  |  |

Altre interessanti soluzioni a 2 solitoni derivano dalla possibilità di un comportamento accoppiato kink-antikink noto come breather . Sono noti tre tipi di breather: breather stazionario, breather viaggiante a grande ampiezza e breather viaggiante a piccola ampiezza.
|  |  |

|  |

### Soluzioni a 3 solitoni
Le collisioni a 3 solitoni tra un kink viaggiante e un breather stazionario o un anti-kink viaggiante ed un breather stazionario determinano una variazione di fase del breather stazionario. Nel processo di collisione tra un kink in movimento ed un breather stazionario, lo spostamento del breather {\displaystyle \Delta _{\textrm {B}}} è dato da:
{\displaystyle \Delta _{B}={\frac {2{\textrm {arctanh}}{\sqrt {\left(1-\omega ^{2}\right)\left(1-v_{\text{K}}^{2}\right)}}}{\sqrt {1-\omega ^{2}}}}}
dove {\displaystyle v_{\text{K}}} è la velocità del kink e {\displaystyle \omega } è la frequenza del breather. Se la vecchia posizione del breather stazionario è {\displaystyle x_{0}}, dopo la collisione la nuova posizione sarà {\displaystyle x_{0}+\Delta _{\text{B}}} .
|  |  |

## Equazioni correlate
L'equazione di sinh-Gordon è data da
{\displaystyle \varphi _{xx}-\varphi _{tt}=\sinh \varphi .\,}
Questa è l'equazione di Eulero-Lagrange della Lagrangiana
{\displaystyle {\mathcal {L}}={1 \over 2}\left(\varphi _{t}^{2}-\varphi _{x}^{2}\right)-\cosh \varphi .\,}
Un'altra equazione strettamente correlata è l'equazione ellittica di sine-Gordon, data da:
{\displaystyle \varphi _{xx}+\varphi _{yy}=\sin \varphi ,\,}
dove {\displaystyle \varphi } è ora una funzione delle variabili spaziali x e y. Questa non è più un'equazione con soluzioni solitoniche, ma ha molte proprietà simili, poiché è correlata all'equazione di sine-Gordon dalla continuazione analitica (o rotazione di Wick ) y = it .
L'equazione ellittica di Sinh-Gordon può essere definita in modo analogo.
Una generalizzazione è data dalla teoria dei campi di Toda.

## Versione quantistica
Nella teoria quantistica dei campi il modello di sine-Gordon contiene un parametro che può essere identificato con la costante di Planck. Lo spettro delle particelle è costituito da un solitone, un anti-solitone e un numero finito (possibilmente zero) di breather. Il numero dei breather dipende dal valore del parametro. La produzione di particelle multiple si annulla sul mass shell. L'ampiezza della collisione due particelle in quattro particelle è stata esplicitamente verificata in un'approssimazione a un loop.
La quantizzazione semiclassica del modello di sine-Gordon è stata eseguita da Ludwig Faddeev e Vladimir Korepin. La matrice di scattering quantistica esatta fu scoperta da Alexander Zamolodchikov. Questo modello è S-duale rispetto al modello Thirring.

## In un volume finito e su una semiretta
Si può anche considerare il modello di sine-Gordon in un cerchio, su un segmento di retta o su una semiretta. È possibile trovare condizioni al contorno che preservino l'integrabilità del modello. Su una semiretta lo spettro delle soluzioni contiene stati legati sulla frontiera oltre ai solitoni e ai breather.

## Modello di sine-Gordon supersimmetrico
Esiste anche un'estensione supersimmetrica del modello di sine-Gordon. È possibile anche trovare, anche in questa estensione, condizioni al contorno che preservano la proprietà di integrabilità.